# Santa Rosa, San Blas Atempa
Santa Rosa är en ort i Mexiko.   Den ligger i kommunen San Blas Atempa och delstaten Oaxaca, i den sydöstra delen av landet, 600 km sydost om huvudstaden Mexico City. Santa Rosa ligger 12 meter över havet och antalet invånare är 2 491.
Terrängen runt Santa Rosa är platt, och sluttar österut. Runt Santa Rosa är det ganska tätbefolkat, med 124 invånare per kvadratkilometer. Närmaste större samhälle är Santo Domingo Tehuantepec, 15,1 km väster om Santa Rosa. Trakten runt Santa Rosa består till största delen av jordbruksmark.